# Real Academia de Bellas Artes de Nuestra Señora de las Angustias
La Real Academia de Bellas Artes de Nuestra Señora de las Angustias (RABANSA) es una institución artística española, integrada desde 1982 en el Instituto de Academias de Andalucía (INSACAN) y asociada desde el 17 de mayo de 2001 al Instituto de España (IdeE). Fue fundada el 18 de enero de 1777 y tiene su sede en el Palacio de la Madraza de la ciudad de Granada.

## Académicos

### Junta de Gobierno
- Directora - Orfilia Sáiz Vega
- Vicedirector - Jesús Conde Ayala
- Secretario General - Juan María Pedrero Encabo
- Vicesecretaria General - Javier Piñar Samos
- Censor - Francisco Lagares Prieto
- Conservador - María Teresa Martín-Vivaldi García-Trevijano
- Bibliotecario - Miguel Olmedo Benítez
- Tesorero - Carlos Sánchez Gómez

### Académicos Numerarios
- Medalla n.º 1 - Francisco Lagares Prieto, pintor
- Medalla n.º 2 - (vacante)
- Medalla n.º 3 - José Antonio Castro Vílchez, escultor
- Medalla n.º 4 - (vacante)
- Medalla n.º 5 - Francisco Martín Morales, dibujante y humorista gráfico
- Medalla n.º 6 - José Miguel Puerta Vílchez, arabista e historiador del arte
- Medalla n.º 7 - Ignacio Henares Cuéllar, historiador del arte
- Medalla n.º 8 - Miguel Barranco López, escultor
- Medalla n.º 9 - Eduardo Quesada Dorador, historiador del arte
- Medalla n.º 10 - Miguel Olmedo Benítez, arquitecto
- Medalla n.º 11 - Jesús María García Calderón, escritor y jurista
- Medalla n.º 12 - Jesús Conde Ayala, pintor
- Medalla n.º 13 - José García Román, organista y compositor
- Medalla n.º 14 - Miguel Viribay Abad, pintor y grabador
- Medalla n.º 15 - Francisco Juan Martínez Rojas, eclesiástico y archivero
- Medalla n.º 16 - (vacante)
- Medalla n.º 17 - María Teresa Martín-Vivaldi García-Trevijano, pintora
- Medalla n.º 18 - Carlos Sánchez Gómez, arquitecto
- Medalla n.º 19 - (vacante)
- Medalla n.º 20 - Juan Vida Arredondo, pintor
- Medalla n.º 21 - Vicente Brito Hernández, pintor y arquitecto
- Medalla n.º 22 - Margarita Orfila Pons, arqueóloga
- Medalla n.º 23 - Miguel Moreno Romera, escultor
- Medalla n.º 24 - (vacante)
- Medalla n.º 25 - Antonio Almagro Gorbea, arquitecto
- Medalla n.º 26 - Juan Antonio Corredor Martínez, pintor y escultor
- Medalla n.º 27 - Antonio Martínez Ferrol, fotógrafo
- Medalla n.º 28 - José Palomares Moral, director de coro
- Medalla n.º 29 - Juan María Pedrero Encabo, organista
- Medalla n.º 30 - Miguel Giménez Yanguas, ingeniero
- Medalla n.º 31 - Francisco González Pastor, compositor
- Medalla n.º 32 - Ramiro Megías López, escultor
- Medalla n.º 33 - Javier Herreros Díaz, pianista
- Medalla n.º 34 - Carmelo Trenado Tormo, pintor y fotógrafo
- Medalla n.º 35 - Juan Ruiz Jiménez, musicólogo
- Medalla n.º 36 - Orfilia Sáiz Vega, violonchelista
- Medalla n.º 37 - Juan Calatrava Escobar, historiador del arte
- Medalla n.º 38 - (vacante)
- Medalla n.º 39 - Javier Piñar Samos, historiador

### Académicos de Honor
- Letra A - Alicia de Larrocha †
- Letra B - Earl E. Rosenthal †
- Letra C - José Manuel Pita Andrade †
- Letra D - Enrico Fubini
- Letra E - Eduardo Carretero Martín †
- Letra A - Joaquín Achúcarro Arisqueta
- Letra B - Montserrat Torrent i Serra